# Roc de la Pedra
El Roc de la Pedra és un tossal rocós de 1.065,1 metres d'altitud del municipi de la Coma i la Pedra al Solsonès que es troba damunt mateix del poble de la Pedra.
Al cim del Roc de la Pedra s'hi va edificar el Castell de la Pedra del qual n'hi ha constància documental des del segle X i del qual actualment tan sols en resta el fragment d'un mur.
Aquest topònim és del tot desconegut pels habitants del poble els quals es refereixen al tossal rocós amb el topònim d'El Castell.

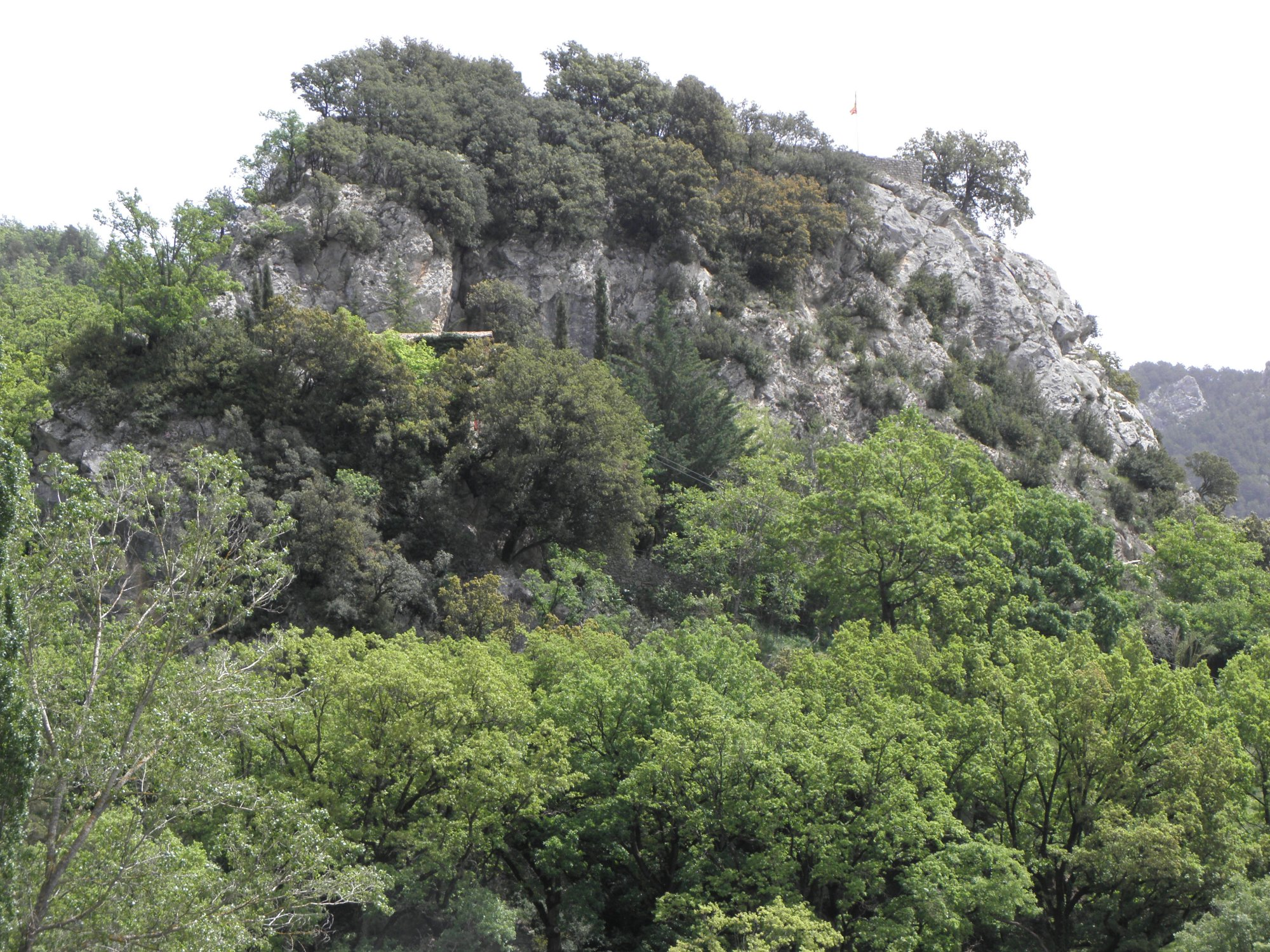
El Roc de la Pedra vist des de ponent

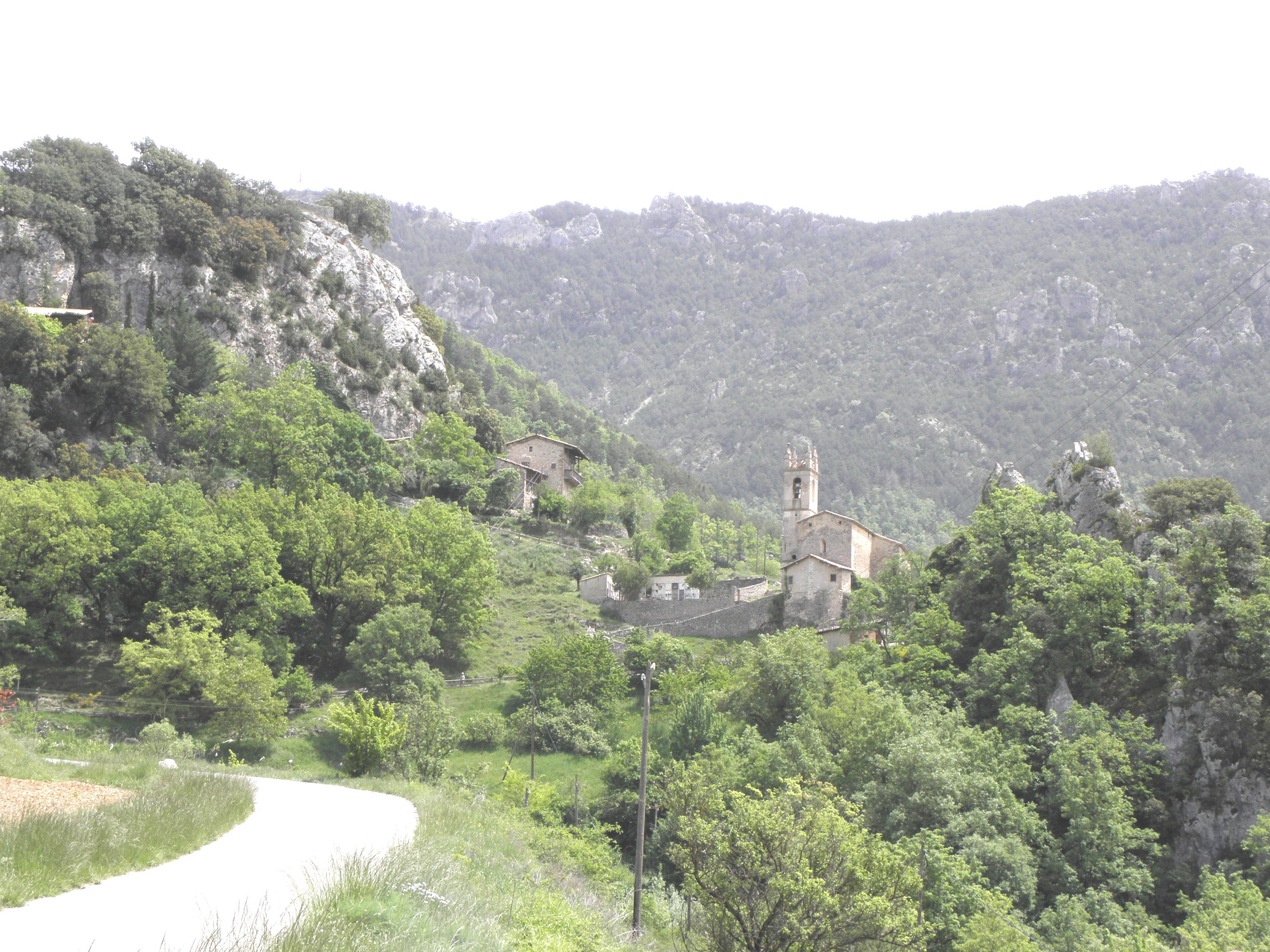
El Roc de la Pedra a l'esquerra i la Penya de la Rectoria a la dreta de la fotografia vistos des de ponent